# San Juan de Aznalfarache
San Juan de Aznalfarache es un municipio español de la provincia de Sevilla, en Andalucía, situado junto a la ciudad de Sevilla. Se encuentra a orillas del Guadalquivir.

## Geografía
Su extensión superficial es de 4 km². Sus coordenadas geográficas son 37° 22′ N, 6° 01′ O. Se encuentra situado a una altitud de 49 metros y a 4 kilómetros de la capital de provincia, Sevilla. San Juan tiene un clima más fresco que Sevilla en verano debido a su altitud y a la influencia reguladora de las temperaturas que ejerce el Guadalquivir, de gran caudal, en buena parte de la localidad. De otro lado existen gran cantidad de acuíferos.
|                      | Camas  |         |
| Tomares              |        | Sevilla |
| Mairena del Aljarafe | Gelves |         |

## Ordenación urbana
El entramado urbano de San Juan nace de una planificación de finales de los 60 y principios de los 70, años en los que el pueblo se extiende hacia la Cornisa del Aljarafe. Consta de tres áreas diferenciadas: 
- Barrio Bajo; núcleo primitivo de la localidad, situado junto al Guadalquivir y con excelentes comunicaciones.
- Barriada del Monumento;  ha mejorado su situación desde que el Ayuntamiento la recepcionó y dejó de ser barriada militar. Actualmente ha visto como se mejoraba las comunicaciones y se restauraban los jardines del Monumento al Sagrado Corazón.
- Barrio Alto; el más extenso y donde se ubican comercios, bancos y servicios.

## Geografía humana

### Demografía
Cuenta con una población de 23 090 habitantes (INE 2024).
| Gráfica de evolución demográfica de San Juan de Aznalfarache entre 1897 y 2021 |
| |
| Población de derecho según los censos de población del INE Población de hecho según los censos de población del INEEntre el censo de 1897 y el anterior, aparece este municipio porque se segrega del municipio 41500 (Tomares y San Juan) |

| 20,170                    | 20,121 | 19,943 | 20,249 | 20,779 | 21,025 | 21,439 | 21,663 | 21,801 | 21,576 | 21,390 |
| (Fuente: INE [Consultar]) |        |        |        |        |        |        |        |        |        |        |

### Economía

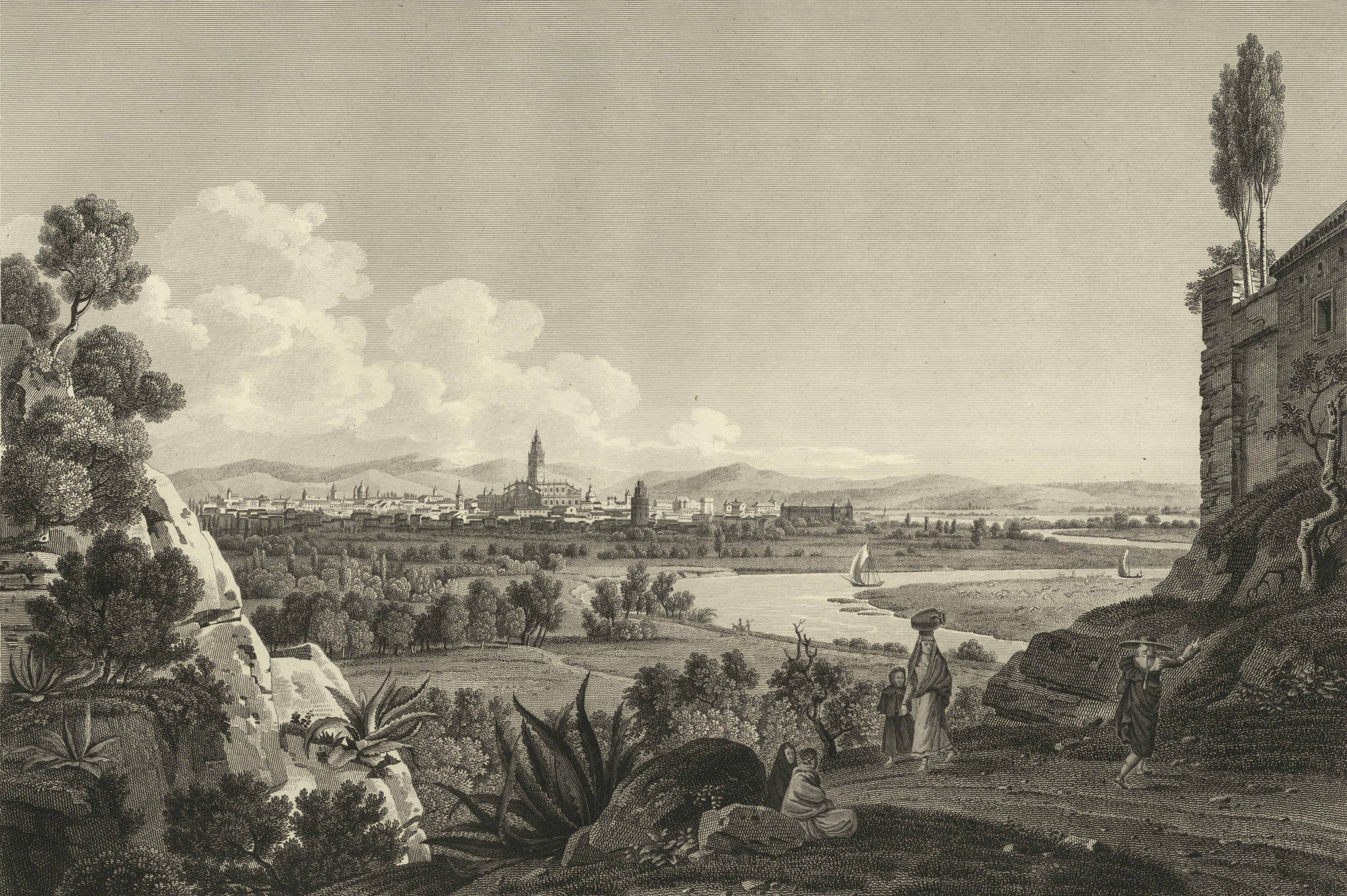
Vista de Sevilla desde San Juan de Aznalfarache a comienzos del en Voyage pittoresque et historique de l'Espagne

La economía de San Juan está basada en el sector servicios, con grandes centros comerciales, y la sede central de Canal Sur Televisión y de la Agencia Pública Empresarial Radio Televisión de Andalucía.  En el aspecto industrial destaca Arrocerías Herba, del grupo Ebro Foods, con la mayor envasadora de arroz andaluza.
Debido a su pequeña extensión territorial, edificada casi en su totalidad, no existe producción agrícola ni ganadera digna de mención. La escasa actividad ganadera existente a principios de la década ha ido siendo ahogada por la actividad urbanística. La principal actividad del municipio se concentra en el sector de los servicios.
La situación geográfica de San Juan favorece la economía local al encontrarse muy cerca de Sevilla y ser un nudo de comunicaciones entre la capital hispalense, la comarca del Aljarafe y varias localidades de la vega del Guadalquivir. Esto ha permitido que San Juan desarrolle un importante tejido comercial, con presencia de grandes superficies, que dan empleo a muchos vecinos de la localidad. Gran parte de los residentes en la localidad hace su vida y su trabajo en la ciudad de Sevilla, acercando este municipio a la tipología de población conocida como ciudad dormitorio.
Este municipio está integrado, junto con muchos otros, en el programa Ciudad 21 que promueve y pretende alcanzar el desarrollo sostenible en Andalucía.

#### Evolución de la deuda viva municipal
El concepto de deuda viva contempla sólo las deudas con cajas y bancos relativas a créditos financieros, valores de renta fija y préstamos o créditos transferidos a terceros, excluyéndose, por tanto, la deuda comercial.
| Gráfica de evolución de la deuda viva del Ayuntamiento de San Juan de Aznalfarache entre 2008 y 2023                |
| |
| Deuda viva del Ayuntamiento de San Juan de Aznalfarache, en miles de euros, según datos del Ministerio de Hacienda. |

### Transporte
San Juan cuenta con medios de transporte sostenibles. En 2009 fue inaugurada la Línea 1 del Metro de Sevilla, que cuenta con dos estaciones en San Juan; San Juan Alto y San Juan Bajo y unas escaleras mecánicas y un ascensor que unen esta última estación con El Monumento. También cuenta con multitud de líneas de autobús del Consorcio de Transportes del Área de Sevilla. En 2014 se construyó una plataforma sobre la SE-30 para poder acceder a Sevilla a través del Puente de San Juan en bicicleta.

## Política
Desde 1979, San Juan de Aznalfarache ha contado con los siguientes alcaldes: Antonio Pérez Sánchez (1979-1995), Isidro González (1995-1999), Juan Ramón Troncoso (1999-2009), Fernando Zamora Ruiz (2009-2023) y María Luisa Moya Tejera (desde 2023) Excepto Isidro González, de IU-LV-CA y María Luisa Moya Tejera PP, el resto fueron elegidos en las listas del PSOE-A.

## Patrimonio histórico

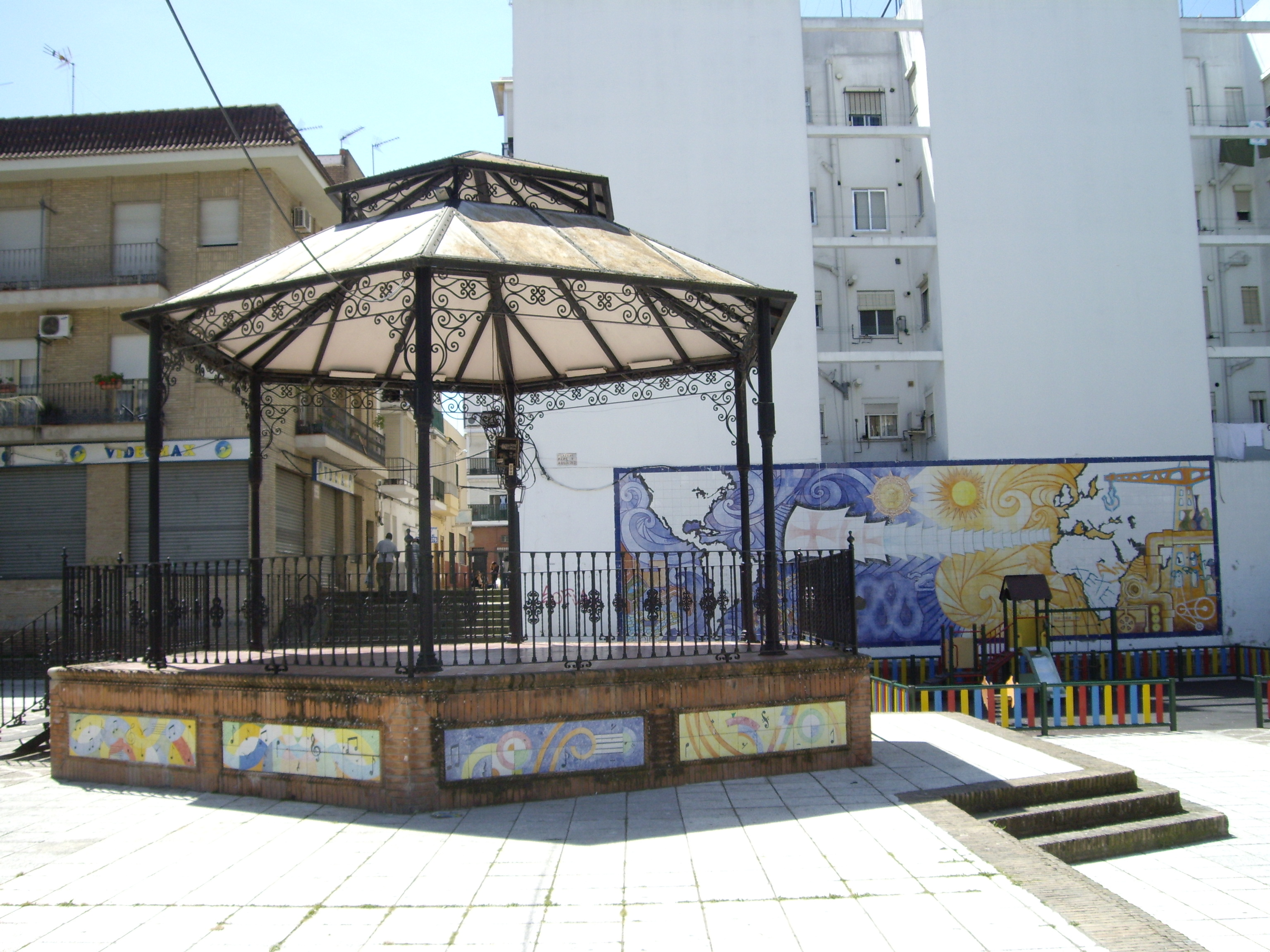
Plaza del Auditorio en el barrio Alto

Suponen elementos de interés cultural:

### Casa de Minas de Cala

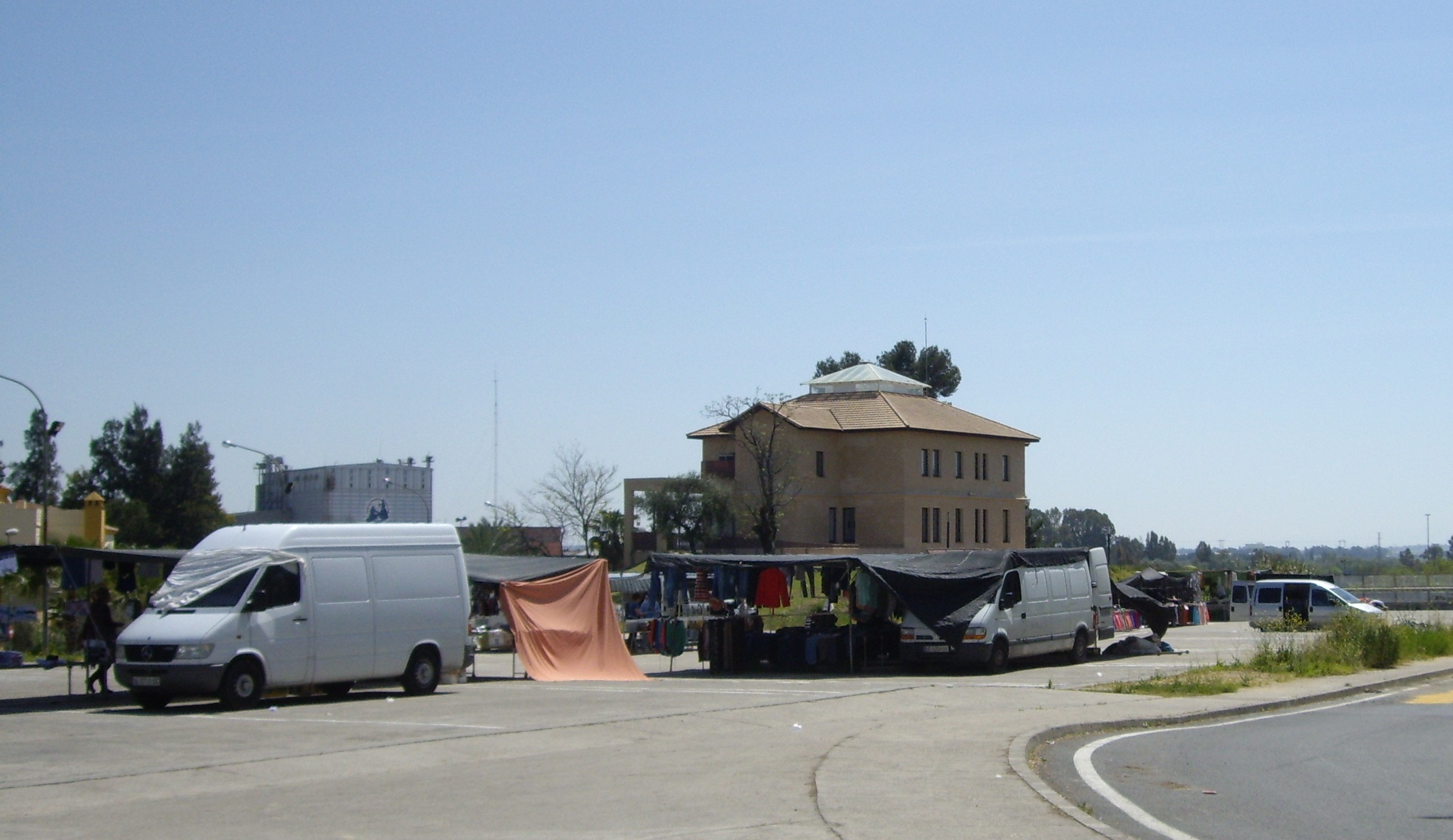
Casa de las Minas de Cala desde la plataforma sobre la carretera A8058, durante la celebración de un mercadillo

Se conoce como Casa de Minas de Cala al inmueble que albergaba la vivienda del director y las oficinas del ferrocarril minero Cala-San Juan. Se trata de uno de los monumentos civiles más representativos de San Juan de Aznalfarache por ser símbolo del pasado industrial del municipio. Entre 1850 y 1940 San Juan fue el centro industrial y de servicios del Aljarafe y tuvo un gran desarrollo económico y un fuerte aumento de la población (1800 %).  Este auge fue una de las razones que justificó la segregación de Tomares y la constitución de San Juan como municipio independiente por ley de 15 de julio de 1890. 

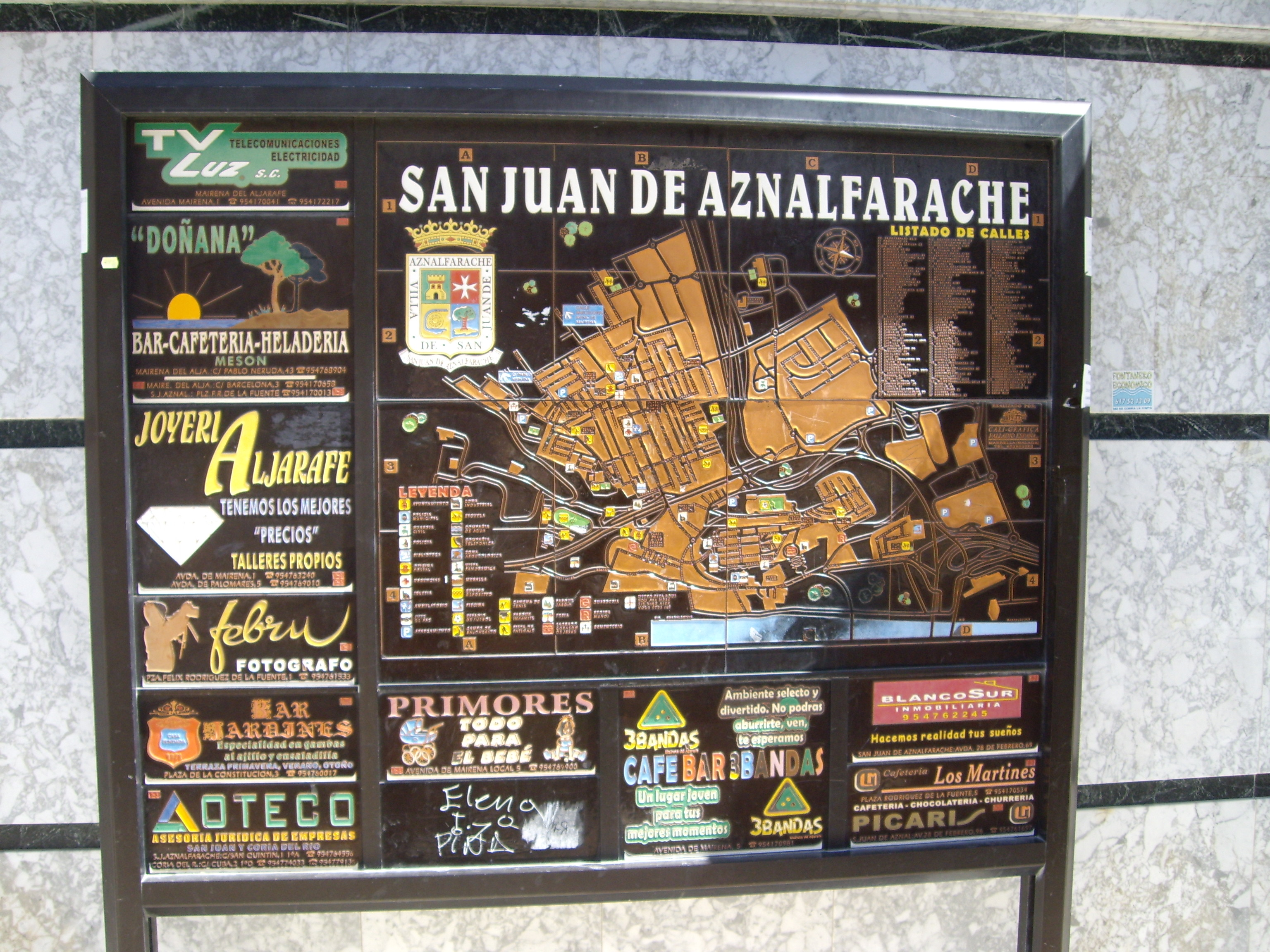
Plano de San Juan situado en el barrio Alto

Fueron muchas las instalaciones fabriles que transformaron el paisaje rural de San Juan por otro de chimeneas, vías, puentes, almacenes, fábricas y muelles. Las industrias de Olmedo, Lissén, Codefasa, Cros, Sanavida y, sobre todo, la gran fábrica Cerámica San Juan dibujaron ese nuevo perfil.  Estas  industrias trajeron riqueza al pueblo. También a muchos obreros que formaron un proletariado urbano que sufrió difíciles condiciones laborales y fue castigado por frecuentes brotes de paludismo.

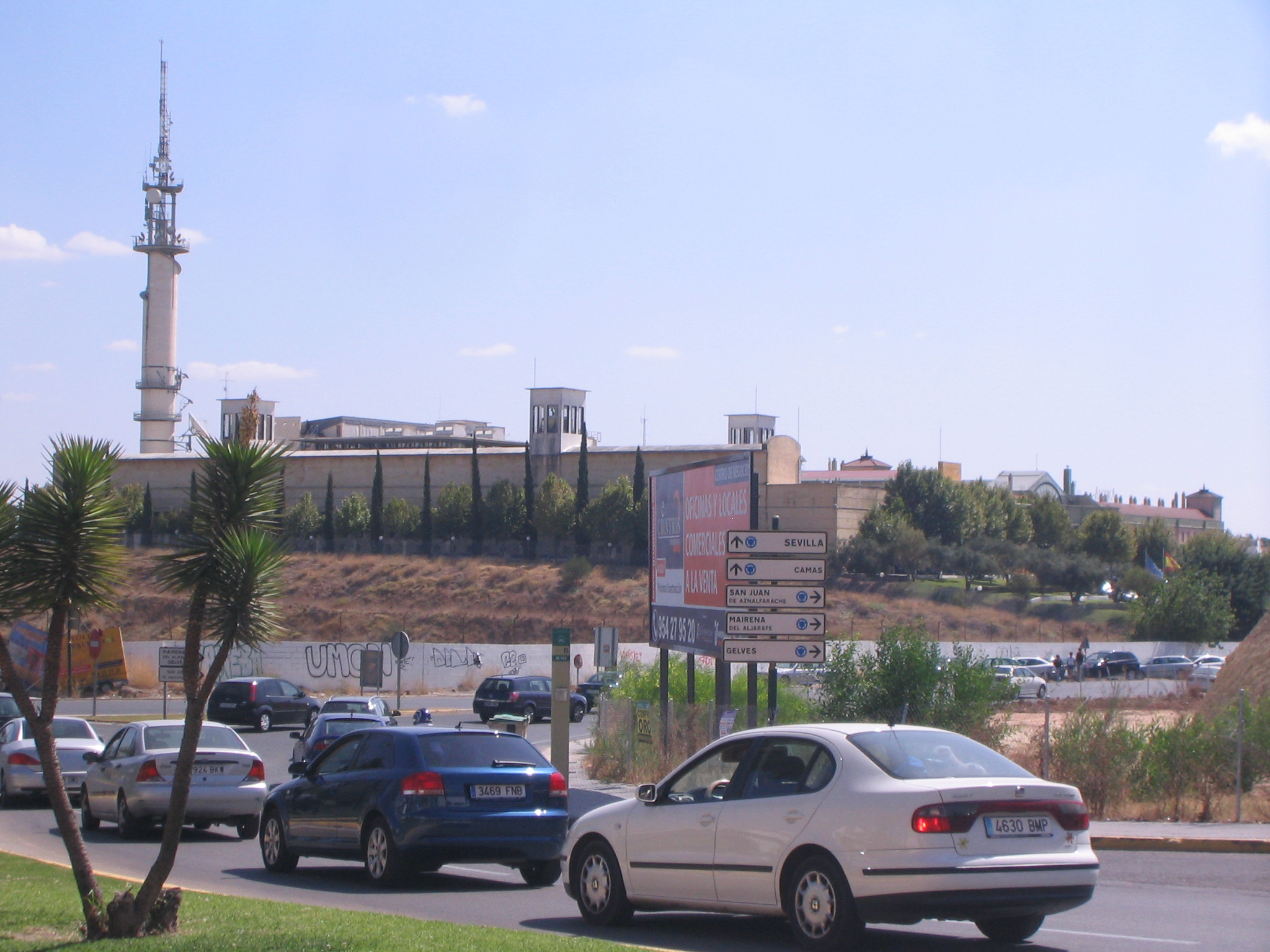
Sede de RTVA.

A principios del siglo XX el ferrocarril llegó a San Juan. La  Ley de 13 de diciembre de 1901  y la R.O. de 22 de febrero de 1902 aprobaron para la firma vizcaína Sociedad Anónima Minas de Cala una concesión administrativa por 99 años que tenía como objeto construir y explotar un ferrocarril de servicio particular y uso público desde las minas de Cala a San Juan de Aznalfarache y al río Guadalquivir. La línea, de vía métrica, tuvo 115 km,  8 puentes, 3 viaductos y 7 túneles. Se inauguró el 24 de agosto de 1905. San Juan se llenó de instalaciones ferroviarias (estación, túnel, talleres, vías, economato…),  así como se construyeron dos equipamientos singulares: el muelle-embarcadero y la casa de dirección y administración. El ferrocarril ofreció servicio de viajeros hasta 1938 y de mercancías hasta 1955.
El gigantesco muelle-embarcadero fue la pieza de mayor interés y presencia arquitectónica de la línea. Estaba formado por dos grandes viaductos de doble altura y otras tantas plataformas con basculadores de vagones sistema Corral para la carga de buques. Fue proyectado entre 1905 y 1907 por el prestigioso ingeniero Juan Manuel de Zafra (1869-1923) y construido con una tecnología novedosa: hormigón armado. Se trató de la primera aplicación en Andalucía  de este moderno material.
El otro edificio singular vinculado al ferrocarril es la felizmente restaurada casa de dirección y administración. Construida en 1904, según proyecto del ingeniero vasco Juan de Areitio, fue levantada por la firma Ricardo Delgado, de Guillena, excepto las carpinterías y la gran montera metálica que fueron suministradas por fundiciones vizcaínas. El inmueble presenta características que algunos historiadores del arte  catalogan como estilo ferroviario.  Se trata de un edificio tipo chalet, construido en ladrillo, pero con una solución menos sofisticada que las típicas construcciones inglesas del siglo XIX. Tiene varios volúmenes  con líneas rectas y sobrias así como agradables colores tierra. Se cubre con tejado a dos aguas y gran montera central acristalada en su centro. Se realizó en ladrillo sobre zócalo de piedra. La planta baja albergaba las oficinas del ferrocarril, reservándose la planta alta para vivienda directiva, a la que incluso se accedía por una puerta  privada. La edificación implicó una visión moderna de la arquitectura ferroviaria y su modelo se repitió en otros edificios singulares de las varias líneas de ferrocarriles industriales que se realizarían en la zona más occidental de Andalucía a principios del siglo XX.
La historia de este ferrocarril terminó definitivamente en 1960 víctima de la inviabilidad económica del proyecto  (Decreto 47/60, de 14 de enero).  Los materiales, excepto los inmuebles, fueron subastados entre ese año y 1965. Tras el cese de la actividad, la casa  dejó de tener uso y experimentó un rápido deterioro. En 1984 fue transferida a la Junta de Andalucía. El 15 de agosto de 1988 sufrió un voraz incendio que arrasó la práctica totalidad de su estructura, de la que apenas quedaron en pie los muros perimetrales. 

#### Restauración
El Ayuntamiento de San Juan obtiene la cesión de la titularidad del inmueble. Comienza la historia de la recuperación de la Casa de Minas de Cala. La intervención ha sido un proyecto técnicamente complejo, dado el precario estado de conservación que presentaba el edificio. Se ha realizado según proyecto de los arquitectos Ramón Gómez Bustillo y Alfonso Guajardo-Fajardo Ibarra. 
Por razones metodológicas y operativas la actuación se dividió en cuatro fases. La primera, en 2007, de consolidación, resolvió los problemas estructurales del deteriorado inmueble.  La segunda, ya de rehabilitación, se desarrolló en 2008 y fue ejecutada por el taller de empleo Aznalfarache. La tercera fase, con cargo al fondo estatal de inversión local (plan 8000)  permitió concluir entre 2009 y 2010 la restauración del monumento.  La cuarta y última (2010-2011) ha consistido en la urbanización del entorno y construcción de accesos adaptados. Esta fase se ha realizado con cargo al fondo estatal para el empleo y la sostenibilidad local (plan 5000). El presupuesto total del proyecto ha ascendido a 2,19 millones de euros  y ha generado más de 60 empleos directos e indirectos.

### El recinto monumental de San Juan de Aznalfarache
Es un espacio multifuncional diseñado por el arquitecto Aurelio Gómez Millán (1898-1991). Sigue un amplio programa de usos (devocionales, docentes, funerarios, de esparcimiento...) ideado por el cardenal Pedro Segura Sáenz (1940). Está documentado un primer proyecto (1935) encargado por el también arzobispo de Sevilla Eustaquio Ilundain y Esteban. El complejo se extiende por una superficie de 3 ha. que ocupa parte del histórico cerro de San Juan. Desde él se divisa una panorámica de la ciudad de Sevilla tan bella, que el escritor Armando Palacio Valdés la calificó como la vista más hermosa del mundo.
El recinto se articula en torno a dos grandes espacios: la gran plaza porticada abierta a Tablada y el Guadalquivir (1945) y los jardines de la ladera del cerro (1947). En cada uno de estos ámbitos se disponen a modo de fulcro o eje visual, respectivamente, el monumento al corazón de Jesús (1942) y el Triunfo del corazón de María (1944).
Alrededor de la plaza porticada y siguiendo el movimiento de las agujas del reloj, se construyeron la capilla del Cristo del Perdón (1947),  el templo y convento de Las Salesas(1945-50), las escuelas salesianas (1948), el jardín de Betania 
con la hospedería y la librería (1946), la casa de ejercicios en el antiguo convento de frailes mínimos  (1942-3) y la cripta con la capilla votiva (1949). El recinto fue inaugurado en noviembre de 1948. Varios de estos espacios tienen hoy funciones o titularidades distintas a las proyectadas.
Todo el complejo es una densa convergencia de percepciones, identificaciones y representaciones arquitectónicas y figurativas. Su perfil forma parte de la imagen de San Juan y también del paisaje exterior de Sevilla. El recinto incorpora al fondo iconográfico de ambas ciudades una arquitectura historicista, con propuestas estéticas que abarcan desde el mudéjar al neobarroco pasando por el neorrenacimiento, de forma quizás un tanto anacrónica, pero muy característica y sugerente.
Los jardines ocupan la ladera del cerro y están concebidos siguiendo un criterio marcadamente escenográfico. Las cualidades del paisaje se han puesto al servicio de una idea que se referencia potenciando la elevación como característica más significativa del lugar.  Desde el pórtico de acceso, situado en el barrio Bajo, y a partir de un espacio central, una serie de terrazas ajardinadas articuladas con escalinatas y caminos en rampa, conducen  hasta la entrada de la gran plaza porticada. El espacio entre una y otra cota es el recuperado por la Junta de Andalucía y el Ayuntamiento de San Juan de Aznalfarache.
Del 25 de febrero de 1944 data la memoria constructiva del "Triunfo del Corazón de María", que ocupa el nivel más bajo del jardín y actúa como catalizador espacial del mismo. El triunfo  es un tipo de monumento, evolucionado a partir de la columna conmemorativa romana, que adquiere su dimensión conceptual en el barroco (resemantización), a partir del modelo de Mena-Potes construido entre 1616 y 1631 en Granada, y al que siguieron, entre otros, los monumentos de Antequera, Sevilla, Écija, Cádiz, y los varios de Córdoba, levantados todos entre los siglos XVII y XVIII.  Un triunfo se compone normalmente de una esbelta columna o pilar alzada sobre pedestal más o menos complejo, coronada de la escultura a la que se dedica. A este modelo responde el Triunfo de San Juan.
Para el promotor,  el Triunfo debía ser una joya labrada en piedra y mármoles y a ello se dedicaron, con todo esfuerzo, tanto Aurelio Gómez Millán como el escultor José Lafita Díaz (1887-1945) autor del programa iconográfico. Por una decisión personal del arquitecto, el monumento incorpora una réplica en mármol de la imagen de la Virgen del Amparo conservada en la iglesia de la Magdalena (Sevilla), que se eleva a 17 metros de altura.  Se emplaza en la rotonda de entrada al jardín,  y sirve de arranque a los mencionados caminos que constituyen un itinerario contemplativo dedicado a los misterios del rosario (dolorosos, gozosos y gloriosos). Dichos misterios (acontecimientos significativos) se representan gráficamente en quince capillas mediante artísticos relieves en mármol originales del escultor catalán Claudio Rius Garrich (1893-1970), artífice de muy amplia producción, especializada en temas sacros, que trabajó en la Catedral de Sevilla. 

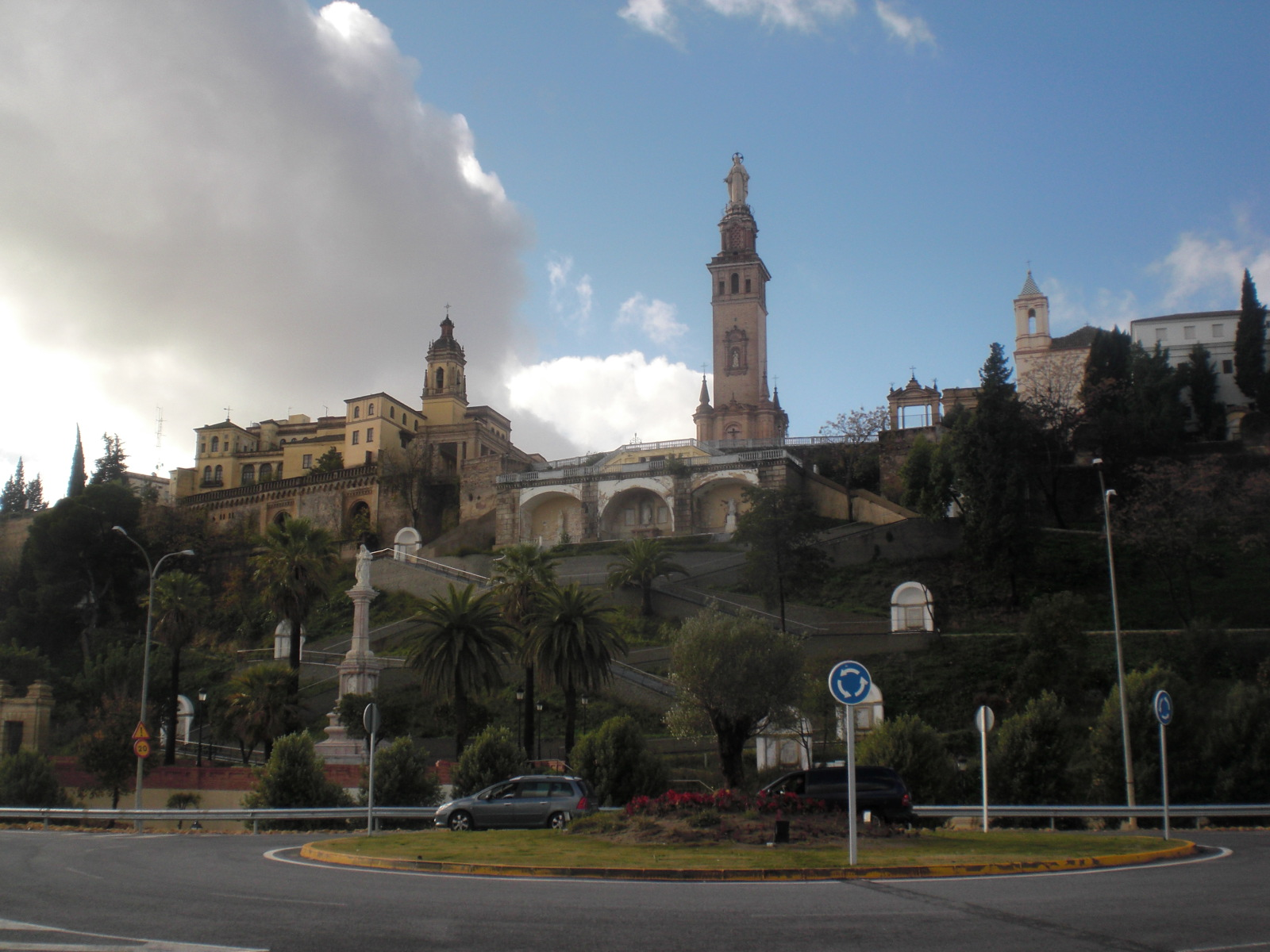
Iglesia y convento del Sagrado Corazón de Jesús

El otro gran edificio del conjunto es la antigua iglesia del convento franciscano hoy parroquia de los Sagrados Corazones en el que destacan las pinturas del retablo mayor.
La Consejería de Cultura de la Junta de Andalucía a través del Instituto Andaluz del Patrimonio Histórico ha restaurado los cinco lienzos originales del pintor Juan del Castillo, que constituyen parte del retablo de San Juan Bautista conservado en la actual iglesia de los Sagrados Corazones de San Juan de Aznalfarache.
Los cinco lienzos El Bautismo de Cristo, San Juan Evangelista en la isla de Patmos, La Predicación de San Juan Bautista, El Nacimiento de San Juan Bautista y San Juan Evangelista en la tina, forman parte del Retablo Mayor del mencionado templo. La arquitectura lignaria, las esculturas y las pinturas se realizaron en origen para decorar el presbiterio de la parroquia de San Juan de la Palma (Sevilla), lugar en el que permaneció hasta 1710, fecha en  que pasó a la iglesia del convento de San Antón, de frailes franciscanos menores  (actual parroquia).
La construcción del retablo fue acordada en octubre de 1734 siendo sus autores Miguel Cano (arquitectura lignaria) y Juan del Castillo (pintura). El artista Alonso Cano, hijo de Miguel, actuó como escultor y fiador de Juan del Castillo. Se sabe que la empresa resultó azarosa, no cumpliéndose los plazos acordados y decidiéndose la sustitución de dos temas iconográficos. A su fallecimiento, Castillo no había realizado todos los trabajos contratados, razón por la que en 1658 Gaspar de Rivas recibe el encargo de dorar el retablo. 
Juan del Castillo es uno de los grandes pintores del barroco andaluz, nacido en Sevilla hacia 1590, formándose en el espíritu tardomanierista, vigente en las últimas décadas del siglo XVI de la pintura sevillana, y reforzando su estilo con el estudio de grabados y estampas. A partir de la segunda década del siglo XVII su arte evolucionó hacia un íntimo naturalismo, de cierto carácter descriptivo, y cromatismo más cálido incorporando detalles inspirados en las obras de Pacheco, el joven Diego Velázquez, e incluso Zurbarán. La importancia de Castillo en la escuela sevillana de pintura es mucho más importante de lo que la historiografía tradicional recoge, ya que en la actualidad se acepta que fuera maestro de Bartolomé Esteban Murillo.

### La muralla almohade
Monumento declarado Bien de Interés Cultural (Ley 16/1985, de 25 de junio, del Patrimonio Histórico Español) inscrito en el Catálogo General del Patrimonio Histórico de Andalucía (Ley 14/2007, de 26 de noviembre, del Patrimonio Histórico de Andalucía).

### La iglesia parroquial San Juan Bautista
Fue edificada en 1929. Es obra del arquitecto Vicente Sánchez Traver.

## Servicios públicos
Los principales servicios públicos son:

### Parque de los Pitufos
Es un parque municipal con una superficie aproximada de 1,5 hectáreas. Corre paralelo a la carretera A-8058 (ramal de servicio) desde la avenida 28 de Febrero, donde tiene su entrada, hasta el polideportivo municipal 1.º de Mayo. Posee un área llana y otra que se corresponde la cornisa del Aljarafe. El espacio se configuró así en 1981, relacionado con la solución de  trinchera que se dio a la travesía del pueblo del entonces llamado nuevo acceso a Sevilla desde el Aljarafe (1975-1985).  Precisamente el parque ocupa un espacio entre esta infraestructura y el borde oeste del conjunto edificado del barrio alto de San Juan.
Inicialmente llamado parque infantil Minas de Cala, empezó a ser conocido, desde prácticamente su construcción,  como parque de los Pitufos relacionando el público infantil el equipamiento de juegos que entonces tenía el parque (minicastillos y minicasitas) con la difusión televisiva de la exitosa serie de dibujos animados Les Schtroumpfs (Los Pitufos) original del gran dibujante belga Pierre Culliford (Peyo).  Ya en 1988 la prensa  recoge que el parque era más conocido por el nombre popular que por su denominación oficial.
A lo largo de estos casi treinta años el parque de los Pitufos ha experimentado varias remodelaciones, siendo la más importante la de 1997. Además de biozona de esparcimiento y de ocio,  el parque de los Pitufos ha tenido ocupaciones tan diversas como cine de verano, mercadillo de artesanía, núcleo zoológico, competiciones de todo tipo, etc.
En 2011 se reabrió el parque tras la realización de obras según proyecto de Jorge Pérez Jiménez, ingeniero técnico agrícola y se ha actuado homogeneizando y ordenando los distintos espacios y elementos vegetales que componen la parcela,  a la que se ha dotado de una amplia zona de recreo con juegos infantiles y otras dos para actividades al aire libre de educación física y fitness. También se ha diseñado una zona con instalaciones de juego para niños y una zona de descanso con un quiosco-bar. 
En la parte sur se ha mantenido la ría artificial, dotándola de nueva jardinería. También podemos apreciar olmos y melias a los que se han añadido nuevas especies como pinos, jacarandas…  Se han dispuesto en este espacio dos amplios recintos para actividades deportivas al aire libre dotados de los aparatos y elementos necesarios para la realización de ejercicios de mantenimiento físico. Más al norte podemos ver singulares combinaciones de plantas y árboles estéticamente muy agradables. Contemplamos cercis, árboles del paraíso, eleagnus y ciruelos japoneses...  En esta zona se han trasplantado árboles de otras áreas del mismo que no tenían sentido en sus ubicaciones anteriores y se han incluido ejemplares  de pinos carrasco y albizias, que forman distintos rincones de singular belleza ornamental.
Por último indicar que, recorriendo el parque de norte a sur, se ha construido un cómodo carril bici-footing que también sirve como elemento de unión de las distintas zonas que forman el rehabilitado parque de los Pitufos.

### Polideportivo 1.º de Mayo
El ayuntamiento cuenta con dos polideportivos, el de Nuestra Señora del Loreto, en la barriada de El Monumento y el polideportivo 1.º de Mayo, que se encuentra en el barrio Bajo. El polideportivo 1.º de Mayo es el mejor equipado, y cuenta con piscina cubierta, piscina olímpica descubierta, campo de fútbol de césped artificial, gimnasio y pista de atletismo.